# Gmina Kalinowo
Die Gmina Kalinowo ist eine Landgemeinde im Powiat Ełcki der Woiwodschaft Ermland-Masuren in Polen. Ihr Sitz ist das gleichnamige Dorf (deutsch Kallinowen) mit etwa 570 Einwohnern.

## Geographie

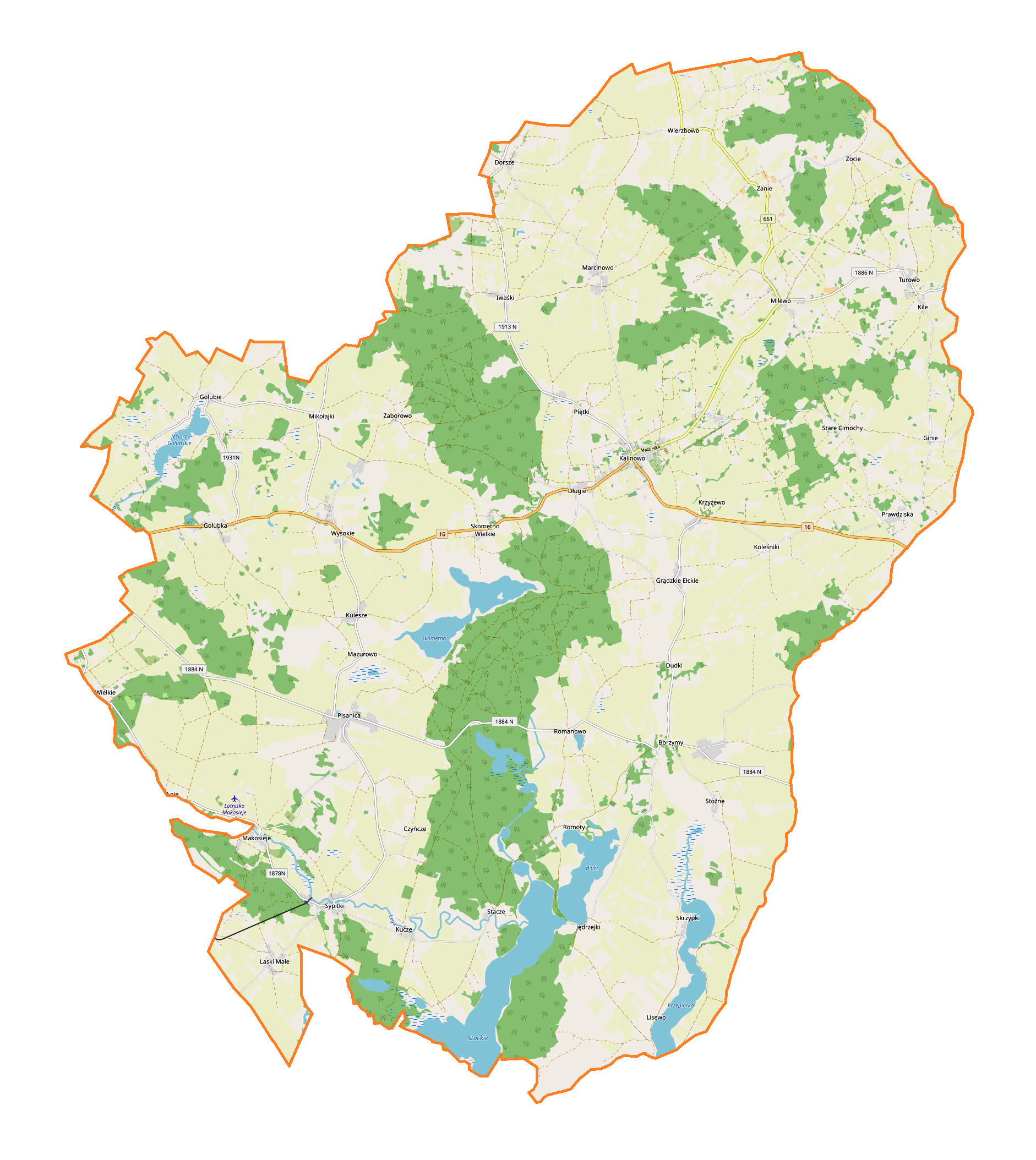
Karte der Gemeinde

Die Gemeinde liegt im Südosten der Woiwodschaft. Die Kreisstadt Ełk (Lyck) liegt etwa acht Kilometer westlich. Nachbargemeinden sind in der Woiwodschaft Podlachien im Powiat Suwalski Raczki im Nordosten, im Powiat Augustowski Augustów und Bargłów Kościelny im Osten sowie im Powiat Grajewski Rajgród im Süden; in der Woiwodschaft Ermland-Masuren im Powiat Ełcki Prostki im Süden und Ełk im Osten, im Powiat Olecki Olecko im Osten und Landgemeinde Wieliczki im Norden.
Die Landgemeinde hat eine Fläche von 285,2 km² von der 68 Prozent land- und 18 Prozent forstwirtschaftlich genutzt werden. Ihr Gebiet gehört zu Masuren und der Süden und Westen der Gemeinde ist reich an Seen.

## Geschichte
Die Gemeinde wurde 1973 wieder gegründet, nachdem sie von 1954 bis 1972 in Gromadas aufgeteilt wurde. Ihr Gebiet gehörte von 1946 bis 1975 zur Woiwodschaft Białystok und anschließend bis 1998 gehörte Kalinowo zur Woiwodschaft Suwałki. Zum 1. Januar 1999 wurde die Woiwodschaft Ermland-Masuren neu gebildet, die dem polnischen Teil der ehemaligen Provinz Ostpreußen entspricht.

## Gliederung
Zur Landgemeinde (gmina wiejska) Kalinowo gehören 42 Dörfer (deutsche Namen amtlich bis 1945):
- Borzymy (Borszymmen, 1938–1945 Borschimmen)
- Czyńcze (Czynczen, 1938–1945 Zinschen)
- Długie (Dluggen, 1938–1945 Langenhöh)
- Dorsze (Dorschen)
- Dudki (Duttken, 1938–1945 Petzkau)
- Golubie (Gollubien A, 1938–1945 Gollen)
- Golubka (Gollupken, 1938–1945 Lübeckfelde)
- Ginie (Gingen)
- Grądzkie (Gronsken, 1938–1945 Steinkendorf)
- Iwaśki (Iwaschken, 1938–1945 Hansbruch)
- Jędrzejki (Jendreyken, 1938–1945 Andreken)
- Kalinowo (Kallinowen, 1938–1945 Dreimühlen)
- Koleśniki (Kolleschnicken, 1938–1945 Jürgenau)
- Krzyżewo (Krzysewen, 1928–1945 Kreuzborn)
- Kucze (Kutzen), Dorf
- Kulesze (Kulessen)
- Laski Małe (Klein Lasken)
- Laski Wielkie (Groß Lasken)
- Lisewo (Lyssewen, 1938–1945 Lissau)
- Łoje (Loyen, 1938–1945 Loien)
- Makosieje (Makoscheyen, 1938–1945 Ehrenwalde)
- Marcinowo (Marczynowen, 1928–1945 Martinshöhe)
- Mazurowo (Sieden)
- Maże (Maaschen, 1938–1945 Maschen)
- Milewo (Millewen, 1938–1945 Millau)
- Piętki (Pientken, 1926–1945 Blumental)
- Pisanica (Pissanitzen, 1926–1945 Ebenfelde)
- Prawdziska (Prawdzisken, 1934–1945 Reiffenrode)
- Romanowo (Romanowen, 1938–1945 Heldenfelde)
- Romoty (Romotten)
- Skomętno (Skomentnen, 1938–1945 Skomanten)
- Skrzypki (Skrzypken, 1926–1945 Geigenau)
- Stacze (Statzen)
- Stożne (Stoosznen, 1938–1945 Stosnau)
- Sypitki (Sypittken, 1938–1945 Vierbrücken)
- Szczudły (Szczudlen, 1938–1945 Georgsfelde)
- Turowo (Thurowen, 1938–1945 Auersberg)
- Wierzbowo (Wierzbowen, 1938–1945 Waldwerder)
- Wysokie (Wyssocken, 1938–1945 Waltershöhe)
- Zaborowo (Saborowen, 1938–1945 Reichenwalde)
- Zanie (Sanien, 1938–1945 Berndhöfen)
- Zocie (Soczien, 1938–1945 Kechlersdorf)

Kleinere Ortschaften der Gmina Kalinowo sind:
- Kile (Kiehlen, 1938–1945 Kielen)
- Kuczki (Gut Kutzen)
- Mikolajki (Mikolaiken, 1938–1945 Thomken)
- Ryczywół (Marienhof)
- Stare Cimochy (Alt Czymochen, 1929–1945 Finsterwalde)

Die Dörfer Kokoszki (Kokosken, 1938 bis 1945 Hennenberg)  und Przepiórki (Przepiorken, 1938 bis 1945 Wachteldorf) wurden nach 1945 aufgegeben.

## Verkehr
Die Landesstraße DK16 (in großen Teilen die ehemalige Reichsstraße 127) verläuft durch die Woiwodschaften Kujawien-Pommern, Ermland-Masuren und Podlachien. Sie führt von der Kreisstadt Ełk (Lyck) über Kalinowo nach Augustów. Im Hauptort zweigt die Woiwodschaftsstraße DW661 ab und führt in die Nachbargemeinde  Wieliczki.
Die Bahnstrecke der Ełcka Kolej Wąskotorowa (Lycker Kleinbahnen) führt noch bis Sypitki (Sypittken) – im touristischen Verkehr. Die Stationen Pisanica (Pissanitzen), Romanowo (Romanowen), Borzymy (Borszymmen), Dudki Ełckie (Duttken), Kalinowo, Maże (Maaschen), Milewo (Milliwen) und Turowo (Thurowen) werden seit 2001 nicht mehr bedient.
Der nächste internationale Flughafen ist Danzig.